# Stade Caroline Faye
Stade Caroline Faye – wielofunkcyjny stadion w Mbour w Senegalu, na którym rozgrywane są głównie mecze piłkarskie. Służy jako domowa arena klubów Touré Kounda i Stade Mbour. Stadion może pomieścić 5000 osób.